# Pentanymphon antarcticum
Pentanymphon antarcticum is een zeespin uit de familie Nymphonidae. De soort behoort tot het geslacht Pentanymphon. Pentanymphon antarcticum werd in 1904 voor het eerst wetenschappelijk beschreven door Hodgson. 